# One Sweet Day
Vous lisez un « bon article » labellisé en 2011.
Singles de Mariah Carey et Boyz II Men
Fantasy
(1995) Open Arms
(1995)
One Sweet Day est une chanson de l'artiste américaine Mariah Carey en collaboration avec le groupe Boyz II Men. Elle est écrite par Carey, Walter Afanasieff, et les membres de Boyz II Men puis produite par Carey et Afanasieff. Elle sort en single le 14 novembre 1995 sous le label Columbia Records pour l'album Daydream. Les paroles évoquent la perte d'un être cher et le vide que celui-ci crée autour de lui. Carey et Boyz II Men écrivent cette chanson pour certains de leurs proches mais aussi pour l'épidémie de SIDA qu'il y a eu cette année-là.
One Sweet Day reçoit de très bonnes critiques et est considérée comme une piste sensationnelle de l'album Daydream. La chanson connaît un grand succès dans le monde et plus particulièrement aux États-Unis. Le single détient pendant plus de vingt ans le record de longévité pour un numéro un du Hot 100, en restant seize semaines à la première place. Record égalé en 2017 par Despacito et battu en juillet 2019 par Old Town Road. Le morceau devient également numéro un au Canada et en Nouvelle-Zélande tout en entrant dans le top 10 des palmarès australien, belge, français, irlandais, néerlandais, néo-zélandais, suédois et britannique.
Carey interprète One Sweet Day dans de nombreuses apparitions télévisées. Elle chante avec Boyz II Men lors de la 38e cérémonie des Grammy Awards et lors des funérailles de Lady Diana en septembre 1997. Elle l'ajoute également dans la programmation de ses tournées Daydream World Tour (1996) et Butterfly World Tour (1998) puis l'inclut dans les compilations Number 1's, Greatest Hits et The Ballads.
La chanteuse explique que les membres du groupe Boyz II Men avaient un emploi du temps très chargé et qu'ils avaient peur de ne pas avoir assez de temps pour enregistrer un clip. C'est pour cette raison que le clip de One Sweet Day présente Carey et Boyz II Men dans un studio d'enregistrement. Carey dira plus tard être soulagée de ne jamais avoir tourné un vrai clip car elle craignait que les gens ne comprennent plus le « précieux message » de cette chanson. Les critiques trouvent que le choix de la vidéo est une sage décision et ajoutent que ce simple scénario rend hommage au message philanthropique de la chanson.

## Genèse

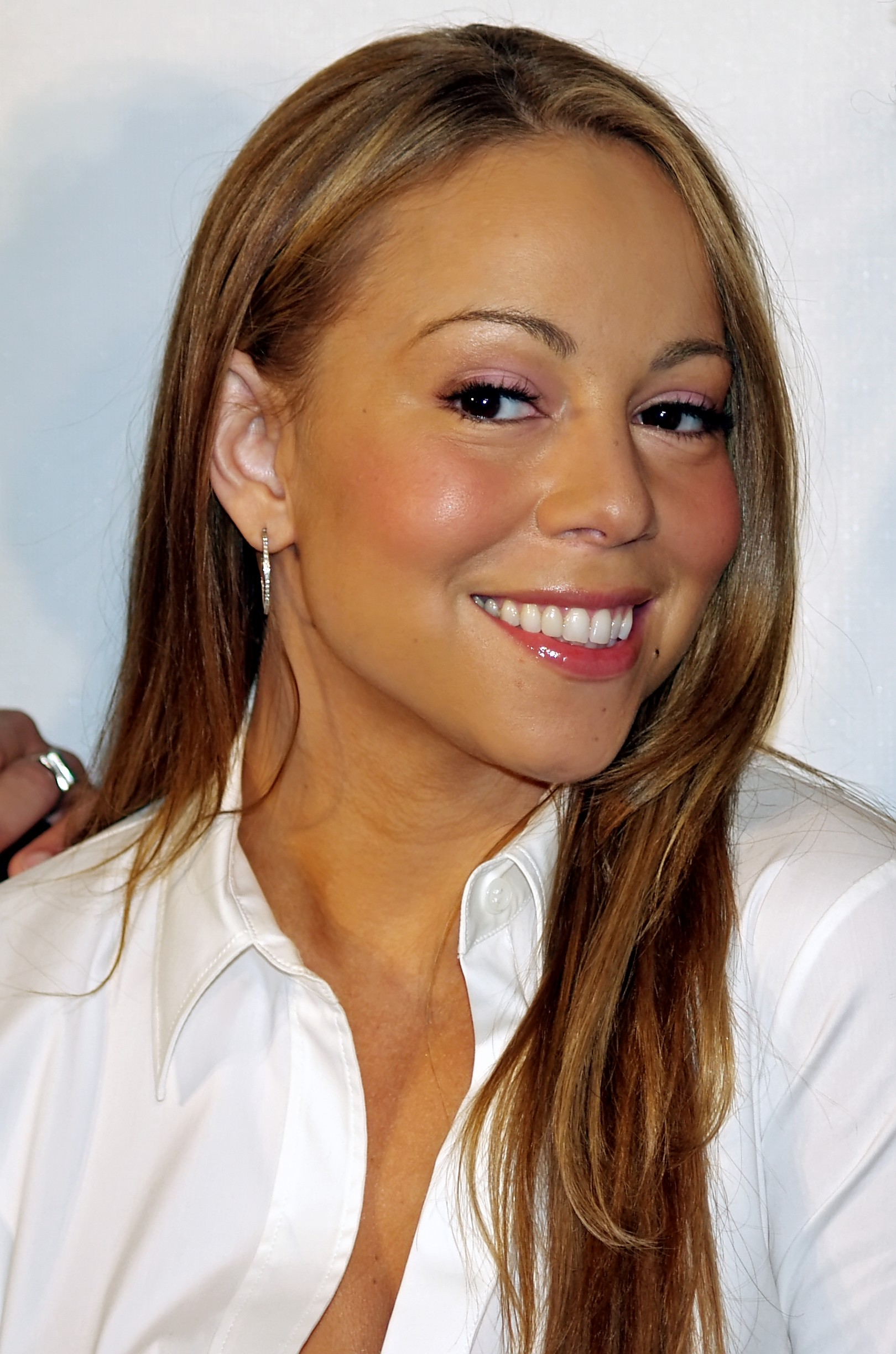
Mariah Carey en 2008.

Après la mort de David Cole, producteur et ami de Carey, la chanteuse souhaite écrire une chanson qui lui rend hommage ainsi qu'à tous les amis et proches que ses fans ont perdus. Carey compose le refrain et après un entretien avec Boyz II Men, ils arrivent à se mettre d'accord pour le développement. Ensemble, ils composent la chanson à partir du refrain de Carey. Walter Afanasieff produit ensuite la chanson et ajoute d'autres rythmes et grooves à la mélodie. Carey explique ce qu'elle voulait faire avec la chanson et comment ce scénario s'est mis en place :
« J'ai d'abord écrit One Sweet Day avec Walter, et j'ai fait le refrain... puis je me suis dit : « J'ai envie de la faire avec Boyz II Men », parce que... je suis, sans conteste, une grande fan et je pense que leur travail est très réussi, je me suis donc dit : « Dieu sait ce qu'il va se passer mais je ne veux pas terminer la chanson toute seule car je veux que cela soit notre chanson si jamais nous devions la faire ensemble ». Quand vous perdez des proches, cela change votre vision du monde et votre perspective. Lorsqu'ils sont arrivés au studio, je leur ai présenté mon idée puis ils se sont regardés, un peu étonnés, et m'ont dit que Nathan Morris avait écrit une chanson pour son manager quand il est mort. Elle a pratiquement les mêmes paroles et les mêmes accords. C'était vraiment bizarre, nous avons terminé la chanson. Il ne manquait plus qu'à voir ce que cela donnait. Je sais que certaines personnes ne le croiront pas, mais c'est vraiment une histoire folle. »
« Quand j'ai appris que ma sœur avait le SIDA, j'ai pleuré pendant des jours. Elle ne pourrait plus jamais prendre soin de son fils, il vit maintenant avec ma mère. Cette triste histoire m'a permis d'aider d'autres enfants dans le besoin. Pour leur donner des conseils et leur rendre la vie meilleure ».
Après avoir commencé à travailler sur la chanson, Carey introduit d'autres paroles dans le refrain pour y créer un lien avec l'épidémie de SIDA qui a ravagé le monde en 1995. De plus, Allison, la sœur de Mariah Carey, avait été récemment diagnostiquée comme porteuse du VIH, un évènement qui les a séparées. Carey déclare qu'elle a écrit cette chanson en espérant que tous ses fans endeuillés se rapporteraient à One Sweet Day et peut-être que cela les aiderait à soulager leur douleur.

## Structure musicale
One Sweet Day est une chanson principalement R&B et pop. Elle se compose de rythmes et grooves contemporains. Sa signature rythmique est en 4/4 et sa tonalité est La majeur. La chanson utilise une progression d'accords La-Ré9. Les voix de Carey et de Boyz II Men vont du Mi4 au La5, tandis que le piano va de Ré2 à La5. Carey écrit les paroles et compose la mélodie tandis que Walter Afanasieff produit la piste.

## Accueil

### Critiques de la presse
One Sweet Day reçoit beaucoup de critiques positives. Bill Lamb, d'About.com, fait l'éloge de la chanson et écrit : « Ensemble, ils transforment cette ballade plutôt morose en prestation remplie d'espérance ». Stephen Thomas Erlewine, du site AllMusic, complimente la chanson pour le professionnalisme et le travail qu'elle a nécessités et déclare : « Dans One Sweet Day, un duo avec Boyz II Men, Carey réussit à attirer son public parce qu'elle donne beaucoup d'efforts pour réaliser ses albums ».
Ken Tucker d'Entertainment Weekly estime que la chanson met en avant l'album : « One Sweet Day dégage une sensualité rafraîchissante dont Carey se permet rarement de se servir pour faire passer le message d'une chanson ». Stephen Holden, journaliste au New York Times, partage le même avis et écrit que « dans One Sweet Day, la chanteuse s'associe avec Boyz II Men, les maîtres du nouveau doo-wop, pour une chanson qui laisse penser que les interprètes ont été personnellement touchés par l'épidémie de SIDA ». Le magazine People trouve que la chanson est une « piste sensationnelle » et que la performance vocale de Carey est « époustouflante ».

### Résultats dans les hit-parades
One Sweet Day devient le dixième numéro un de Carey aux États-Unis et le quatrième de Boyz II Men. Le single bat le record de longévité à la première place, soit seize semaines, du 2 décembre 1995 au 16 mars 1996. Boyz II Men avait déjà deux records auparavant avec End of the Road, qui avait passé treize semaines en tête, et I'll Make Love to You, quatorze,. D'autres chansons partagent cet exploit comme The Boy Is Mine de Brandy et Monica ainsi que I Will Always Love You de Whitney Houston,. En 2005, We Belong Together de Carey et en 2009, I Gotta Feeling des Black Eyed Peas parviennent également à rester quatorze semaines en tête du hit-parade. One Sweet Day remplace Exhale (Shoop Shoop) de Whitney Houston et est détrônée par Because You Loved Me de Céline Dion. La chanson débute également à la première place du classement, Carey devient la première artiste à avoir plusieurs singles consécutifs dans ce cas et la seule jusqu'à ce que Britney Spears réalise la même chose avec 3 et Hold It Against Me,. One Sweet Day est également le troisième single le plus vendu aux États-Unis en 1995, avec près de 1 300 000 exemplaires écoulés, et est juste derrière Fantasy. La chanson reste dans le top 40 pendant 26 semaines ; elle est certifiée double disque de platine par la Recording Industry Association of America (RIAA) et atteint la première place du classement décennal de Billboard. En 2008, le hit-parade du Billboard fête ses 50 ans et établit pour l'occasion un classement des 100 meilleures chansons depuis sa création ; One Sweet Day figure à la 28e place.
En dehors des États-Unis, One Sweet Day atteint le top 10 dans treize pays tout en étant numéro un au Canada et en Nouvelle-Zélande, où elle est certifiée disque de platine. Au Canada, elle entre dans le classement RPM à la 98e position le 4 décembre 1995 et atteint la première place le 22 janvier 1996. Elle reste présente dans le classement pendant 24 semaines et arrive en douzième place du classement annuel de RPM. Elle atteint la seconde place en Australie et aux Pays-Bas et entre dans le top 5 en Irlande ainsi que dans le top 10 en Belgique, Norvège et Suède.
En France, le single entre à la trentième place du hit-parade le 23 décembre 1995 puis grimpe à la cinquième position. Il ressort du classement après dix-huit semaines. La chanson termine en 59e position du classement annuel de 1996 et est certifiée disque d'argent par le Syndicat national de l'édition phonographique (SNEP),. Au Royaume-Uni, One Sweet Day débute à la sixième place du UK Singles Chart. Elle redescend du classement à partir de la semaine suivante et sort du hit-parade après onze semaines. Elle est ensuite certifiée disque d'argent par la British Phonographic Industry (BPI). Il s'agit de l'un des singles de Carey qui s'est le mieux vendu avec 255 000 exemplaires.

## Clip
Le clip de la chanson est dirigé par Larry Jordan. Lors de l’enregistrement, Carey et Boyz II omettent de tourner un clip pour cause de manque temps. De ce fait, le tournage a eu lieu lors des sessions d'enregistrement où Carey et Boyz II Men enregistrent One Sweet Day. Dans une interview avec Fred Bronson, Walter Afanasieff raconte le tournage :
« C'était fou ! Il y avait l'équipe de tournage lorsque j'essayais de produire la chanson. Et ces gars-là allaient partout, rigolaient avec Mariah et les autres pendant qu'ils les interviewaient... Ils sont restés quelques heures ; j'ai enregistré tout ce que j'ai pu en espérant que ce soit suffisant. »
Après la sortie du single, Carey parle de la vidéo. Elle explique qu'elle est ravie qu'il n'y ait jamais eu de vrai clip car elle craignait que les gens ne comprennent plus le sens du « précieux message ». Les critiques sont aussi d'accord car ils pensent que la chanson transmet parfaitement le message. Outre les sessions d'enregistrement, la vidéo présente aussi des passages où Carey et Boyz II Men partagent leurs idées.

## Récompenses

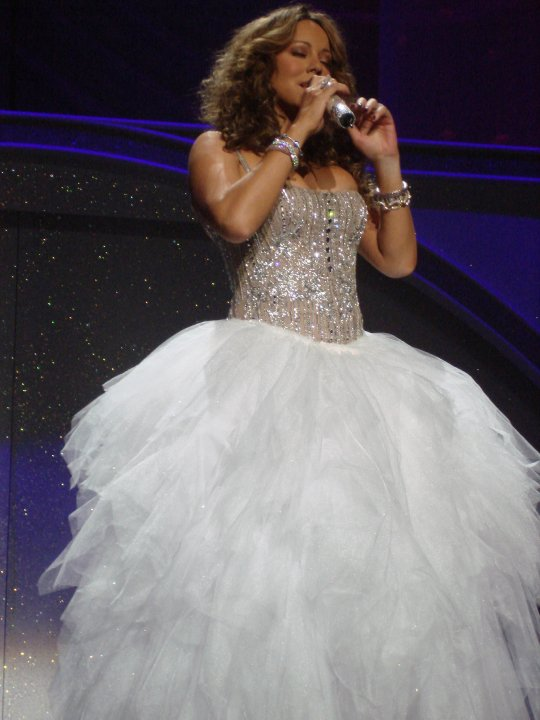
Mariah Carey, interprétant Always Be My Baby en 2009 à Las Vegas.

One Sweet Day obtient plusieurs récompenses en 1996. À l'occasion des Blockbuster Entertainment Awards, la chanson remporte le prix du « Single adulte contemporain favori ». Lors des BMI Awards, One Sweet Day gagne le prix du « Single de l'année » et un prix spécial décerné par les Billboard Music Awards. Daydream et One Sweet Day sont nommés pour six Grammy Awards lors de la 38e cérémonie mais, à la surprise de Carey, aucune des récompenses ne lui est décernée,.

## Interprétations scéniques
Carey chante One Sweet Day lors de la 38e cérémonie des Grammy Awards où elle reçoit six nominations. Elle l'interprète également lors des funérailles de la Princesse Diana en septembre 1997 avec Elton John. Carey chante One Sweet Day avec les Boyz II Men en 2001 lors d'une émission télévisée sur Noël. Outre les émissions télévisées, Carey l'interprète lors de ses tournées. Lors du Daydream World Tour, Carey chante en play-back avec les Boyz II Men sur un grand écran. De la même façon, lors du Butterfly World Tour, elle chante aussi avec des choristes. Carey la reprend dans quelques concerts du The Adventures of Mimi Tour avec Boyz II Men et du Angels Advocate Tour avec Trey Lorenz.

## Reprises
Les sept finalistes de la septième saison d'American Idol reprennent One Sweet Day. Ce jour-là, le thème est « Mariah Carey » – tous les finalistes doivent interpréter des chansons de l'artiste. De plus, le groupe JlS l'interprète dans la cinquième saison de The X Factor. Leur prestation est acclamée par les quatre jurés, qui disent que cela est « un morceau difficile à chanter » comme il s'agit d'« une chanson de Mariah ». John Adeleye la reprend également durant la septième saison, le thème étant « Numéro un ».

## Versions officielles
| Cassette CD single 1. One Sweet Day (Version album) – 4:41 2. One Sweet Day (Direct) – 5:08 CD single japonais 1. One Sweet Day (Version album) – 4:42 2. One Sweet Day (Direct) – 5:10 3. Open Arms – 3:30 CD single britannique 1 1. One Sweet Day (Version album) – 4:41 2. One Sweet Day (Sweet A Cappella) – 4:51 3. One Sweet Day (A Cappella) – 4:48 4. One Sweet Day (Chucky's Remix) – 4:51 5. One Sweet Day (Direct) – 5:08 | CD single britannique 2 1. One Sweet Day (Version album) – 4:44 2. Fantasy (Def Drums Mix) – 4:01 3. Joy To The World (Celebration Mix) – 7:58 4. Joy To The World (Club Mix) – 7:35 CD single américain 1. One Sweet Day (Version album) – 4:41 2. One Sweet Day (Sweet A Cappella) – 4:51 3. One Sweet Day (A Cappella) – 4:48 4. One Sweet Day (Chucky's Remix) – 4:51 5. One Sweet Day (Direct) – 5:08 6. Fantasy (Def Drums Mix) – 4:00 |  |

## Crédits
- Mariah Carey : chant, auteur, productrice
- Walter Afanasieff : auteur, producteur
- Nathan Morris : chant, auteur
- Wanya Morris : chant, auteur
- Shawn Stockman : chant, auteur
- Michael McCary : chant, auteur

Crédits issus de l'album Daydream

## Classements, certifications et successions à la première place

### Classements par pays et certifications
| Pays                                               | Position | Certification |
| -------------------------------------------------- | -------- | ------------- |
| Australie                                          | 2        | 3 × Platine   |
| Autriche                                           | 25       |               |
| Belgique (Fl)                                      | 8        |               |
| Belgique (Wa)                                      | 8        |               |
| Canada                                             | 1        |               |
| Danemark                                           | 5        |               |
| Europe                                             | 6        |               |
| Finlande                                           | 16       |               |
| France                                             | 5        | Or            |
| Irlande                                            | 4        |               |
| Japon                                              | 87       |               |
| Norvège                                            | 6        | Or            |
| Nouvelle-Zélande                                   | 1        | Platine       |
| Pays-Bas                                           | 2        |               |
| Royaume-Uni                                        | 6        | Or            |
| Royaume-Uni (UK Hip Hop and R&B Chart)             | 1        |               |
| Suède                                              | 7        |               |
| Suisse                                             | 12       |               |
| États-Unis Billboard Hot 100                       | 1        | 3 × Platine   |
| États-Unis Billboard Hot Adult Contemporary Tracks | 1        |               |
| États-Unis Billboard Hot R&B/Hip-Hop Songs         | 2        |               |

| Pays                | Position | Année | Période   |
| ------------------- | -------- | ----- | --------- |
| Suède               | 92       | 1995  | 1994-1995 |
| Australie           | 40       | 1996  | 1995-1996 |
| Belgique (Flandre)  | 83       | 1996  | 1995-1996 |
| Belgique (Wallonie) | 48       | 1996  | 1995-1996 |
| Canada              | 12       | 1996  | 1995-1996 |
| France              | 59       | 1996  | 1995-1996 |
| Pays-Bas            | 34       | 1996  | 1995-1996 |
| Suède               | 86       | 1996  | 1995-1996 |
| Suisse              | 49       | 1996  | 1995-1996 |
| États-Unis          | 2        | 1996  | 1995-1996 |

| Pays       | Position | Année | Période   |
| ---------- | -------- | ----- | --------- |
| États-Unis | 1        | 1999  | 1990-1999 |

## Historique de sortie
| Pays        | Date             | Format    |
| ----------- | ---------------- | --------- |
| Allemagne   | 14 novembre 1995 | CD Single |
| Canada      | 14 novembre 1995 | CD Single |
| France      | 14 novembre 1995 | CD Single |
| Japon       | 14 novembre 1995 | CD Single |
| Royaume-Uni | 14 novembre 1995 | CD Single |
| États-Unis  | 14 novembre 1995 | CD Single |

## Compléments